# 大叶白粉藤
大叶白粉藤（学名：Cissus repanda）为葡萄科白粉藤属下的一个种。

## 扩展阅读
- 維基物種上的相關：大叶白粉藤